# Picea koraiensis
Picea koraiensis là một loài thực vật hạt trần trong họ Thông. Loài này được Nakai miêu tả khoa học đầu tiên năm 1919.